# Montour (Iowa)
Montour è un comune degli Stati Uniti d'America, situato nello Stato dell'Iowa, nella contea di Tama.